# كيرن والاس
كيرن والاس (بالإنجليزية: Kieran Wallace) (26 يناير 1995 بنوتنغهام في المملكة المتحدة - ) هو لاعب كرة قدم بريطاني في مركز الوسط. شارك مع منتخب إنجلترا تحت 16 سنة لكرة القدم ومنتخب إنجلترا تحت 17 سنة لكرة القدم. أما مع النوادي، فقد لعب مع شيفيلد يونايتد ونوتينغهام فورست وIlkeston F.C. ‏ ولينكولن سيتي أف سي.

## وصلات خارجية
- كيرن والاس على موقع قاعدة بيانات كرة القدم.إي يو (الإنجليزية)
- كيرن والاس على موقع Soccerbase.com (لاعب) (الإنجليزية)